# Filmografia di Whoopi Goldberg

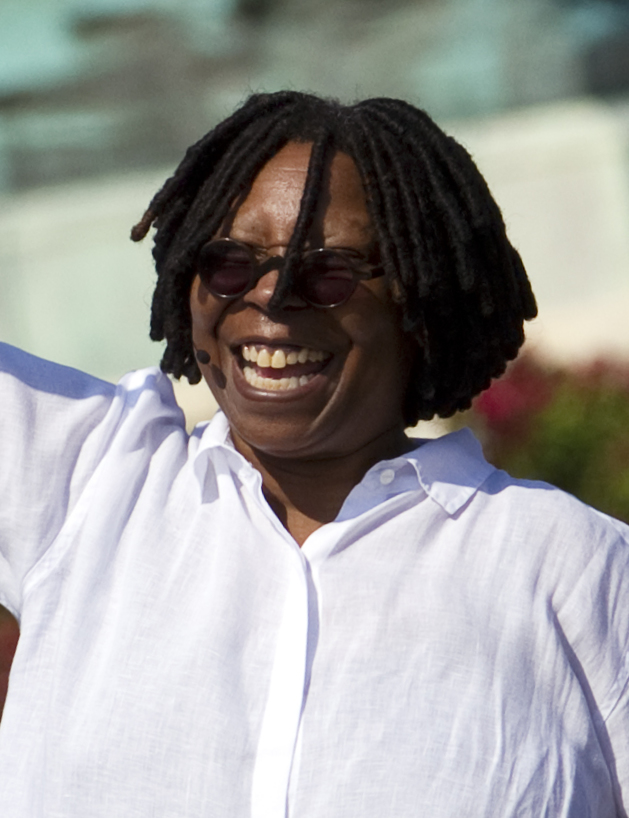
Whoopi Goldberg nel 2011

Whoopi Goldberg, pseudonimo di Caryn Elaine Johnson (New York, 13 novembre 1955),  è un'attrice, doppiatrice, scrittrice, produttrice televisiva, conduttrice televisiva ed attivista statunitense.

## Filmografia

### Cinema
- Citizen (Citizen: I'm Not Losing My Mind, I'm Giving It Away), regia di William Farley (1982)
- Il colore viola (The Color Purple), regia di Steven Spielberg (1985)
- Jumpin' Jack Flash, regia di Penny Marshall (1986)
- Affittasi ladra (Burglar), regia di Hugh Wilson (1987)
- Fatal Beauty, regia di Tom Holland (1987)
- The Telephone, regia di Rip Torn (1988)
- Il grande cuore di Clara (Clara's Heart), regia di Robert Mulligan (1988)
- Beverly Hills Brats , regia di Jim Sotos 1989)
- Homer & Eddie, regia di Andrey Konchalovskiy (1989)
- Ghost - Fantasma (Ghost), regia di Jerry Zucker (1990)
- La lunga strada verso casa (The Long Walk Home), regia di Richard Pearce (1990)
- Bolle di sapone (Soapdish), regia di Michael Hoffman (1991)
- I protagonisti (The Player), regia di Robert Altman (1992)
- Sister Act - Una svitata in abito da suora (Sister Act), regia di Emile Ardolino (1992)
- Sarafina! Il profumo della libertà (Sarafina!), regia di Darrell Roodt (1992)
- Vado a vivere a New York (Naked in New York), regia di Daniel Algrant (1993)
- Palle in canna (Loaded Weapon 1), regia di Gene Quintano (1993) – cameo
- Made in America, regia di Richard Benjamin (1993)
- Sister Act 2 - Più svitata che mai (Sister Act 2: Back in the Habit), regia di Bill Duke (1993)
- Piccole canaglie (The Little Rascals), regia di Penelope Spheeris (1994)
- Una moglie per papà (Corrina Corrina), regia di Jessie Nelson (1994)
- Generazioni (Star Trek: Generations), regia di David Carson (1994) – cameo
- Il re leone (The Lion King), regia di Roger Allers e Rob Minkoff (1994) – voce
- A proposito di donne (Boys on the Side), regia di Herbert Ross (1995)
- Moonlight & Valentino, regia di David Anspaugh (1995)
- T-Rex - Il mio amico Dino, regia di Jonathan R. Betuel (1995)
- Eddie - Un'allenatrice fuori di testa (Eddie), regia di Steve Rash (1996)
- Bogus - L'amico immaginario (Bogus), regia di Norman Jewison (1996)
- Funny Money - Come fare i soldi senza lavorare (The Associate), regia di Donald Petrie (1996)
- L'agguato - Ghosts from the Past (Ghosts of Mississippi), regia di Rob Reiner (1996)
- Destination Anywhere, regia di Mark Pellington (1997)
- Hollywood brucia (An Alan Smithee Film: Burn Hollywood Burn), regia di Arthur Hiller (accreditato come Alan Smithee) (1997) – se stessa
- In & Out, regia di Frank Oz (1997) – non accreditato
- Benvenuta in Paradiso (How Stella Got Her Groove Back), regia di Kevin Rodney Sullivan (1998)
- Alegrìa, regia di Franco Dragone (1998)
- In fondo al cuore (The Deep End of the Ocean), regia di Ulu Grosbard (1999)
- Ragazze interrotte (Girl, Interrupted), regia di James Mangold (1999)
- Le avventure di Rocky e Bullwinkle (The Adventures of Rocky & Bullwinkle), regia di Des McAnuff (2000)
- Una valigia a quattro zampe (More Dogs Than Bones), regia di Michael Browning (2000)
- Venga il tuo regno (Kingdom Come), regia di Doug McHenry (2001)
- Chiamatemi Babbo Natale (Call Me Claus), regia di Peter Werner (2001)
- Monkeybone, regia di Henry Selick (2001)
- Rat Race, regia di Jerry Zucker (2001)
- The Hollywood Sign, regia di Sönke Wortmann (2001) – cameo
- Star Trek - La nemesi (Star Trek: Nemesis), regia di Stuart Baird (2002) – cameo
- Homie Spumoni - L'amore non ha colore (Homie Spumoni), regia di Mike Cerrone (2006)
- If I Had Known I Was a Genius, regia di Dominique Wirtschafter (2007)
- Madea Goes to Jail, regia di Tyler Perry (2009) – cameo
- Kambakkht Ishq, regia di Sabir Khan (2009)
- See You in September, regia di Tamara Tunie (2010) – non accreditato
- For Colored Girls, regia di Tyler Perry (2010)
- Il mio angolo di paradiso (A Little Bit of Heaven), regia di Nicole Kassell (2011)
- I Muppet (The Muppet), regia di James Bobin (2011)
- The Contradictions of Fair Hope, regia di S. Epatha Merkerson, Rockell Metcalf (2012)
- Tartarughe Ninja (Teenage Mutant Ninja Turtles), regia di Jonathan Liebesman (2014)
- Top Five, regia di Chris Rock (2014)
- I segreti di Big Stone Gap (Big Stone Gap), regia di Adriana Trigiani (2014)
- Black Dog, Red Dog, registi vari (2015)
- King of the Dancehall, regia di Nick Cannon (2016)
- Rio, regia di Gayatri Bajpai, Marcus C.W. Chan e Sam Icklow (2017)
- A Very Sordid Wedding, regia di Del Shores (2017)
- 11 settembre: Senza scampo (9/11), regia di Martin Guigui (2017)
- L'ultimo brindisi (Furlough), regia di Laurie Collyer (2018)
- Inganni online (Nobody's Fool), regia di Tyler Perry (2018)
- The Most Magnificent Thing, regia di Arna Selznick (2019)
- Till - Il coraggio di una madre (Till), regia di Chinonye Chukwu (2022)
- In viaggio con mio figlio (Ezra), regia di Tony Goldwyn (2023)
- Il colore viola, regia di Blitz Bazawule (2023) – cameo

### Televisione
- Moonlighting – serie TV, episodio 2x18 (1986)
- Whoopi Goldberg: Fontaine... Why Am I Straight, regia di Steven J. Santos – film TV (1988)
- Star Trek: The Next Generation – serie TV, 28 episodi (1988-1993)
- CBS Schoolbreak Special – serie TV, episodio 6x04 (1989)
- Kiss Shot, regia di Jerry London – film TV (1989)
- Bagdad Cafè – serie TV, 15 episodi (1990-1991)
- Tutti al college (A Different World) – serie TV, episodio 4x24 (1991)
- Noel's Christmas Presents, regia di Michael Leggo, Bill Morton – film TV (1991)
- I ragazzi irresistibili (The Sunshine Boys), regia di John Erman – film TV (1995)
- La luce del crepuscolo (In the Gloaming), regia di Christopher Reeve – film TV (1997)
- Cenerentola, regia di Robert Iscove – film TV (1997)
- Un'americana alla corte di Re Artù (A Knight in Camelot), regia di Roger Young – film TV (1998)
- La tata (The Nanny) – serie TV, episodio 5x20 (1998)
- Alice nel Paese delle Meraviglie (Alice in Wonderland), regia di Nick Willing – film TV (1999)
- Jackie's Back!, regia di Robert Townsend – film TV (1999)
- Magiche leggende (The Magical Legend of the Leprechauns), regia di John Henderson – film TV (1999)
- Squadra Med - Il coraggio delle donne (Strong Medicine) – serie TV, 4 episodi (2000)
- Questa è la mia famiglia (What Makes a Family), regia di Maggie Greenwald – film TV (2001)
- Chiamatemi Babbo Natale (Call Me Claus), regia di Peter Werner – film TV (2001)
- Il super buon Natale dei Muppet (Natale con i Muppet) (It's a Very Merry Muppet Christmas Movie), regia di Kirk R. Thatcher – film TV (2002)
- Absolutely Fabulous – serie TV, episodio 4x07 (2002)
- Good Fences, regia di Ernest R. Dickerson – film TV (2003)
- Whoopi – serie TV, 19 episodi (2003-2004)
- Whoopi: Back to Broadway - The 20th Anniversary, regia di Marty Callner (2005)
- So NoTORIous – serie TV, episodio 1x06 (2006)
- Law & Order: Criminal Intent – serie TV, episodio 5x20 (2006)
- Tutti odiano Chris (Everybody Heates Chris) – serie TV, episodi 2x01-2x04 (2006)
- A Muppets Christmas: Letters to Santa, regia di Kirk R. Thatcher – film TV (2008)
- Entourage – serie TV, episodio 5x04 (2008)
- Life on Mars – serie TV, episodio 1x05 (2008)
- The Cleaner – serie TV, episodi 2x01-2x08-2x13 (2009)
- 30 Rock – serie TV, episodio 4x07 (2009)
- The Middle – serie TV, episodio 3x21 (2012)
- Glee – serie TV, 6 episodi (2012-2014)
- 666 Park Avenue – serie TV, episodio 1x09 (2012)
- Un respiro di sollievo (A Day Late and a Dollar Short), regia di Stephen Tolkins – film TV (2014)
- Law & Order - Unità vittime speciali – serie TV, episodio 17x04 (2015)
- Nashville – serie TV, episodio 4x20 (2016)
- Blue Bloods – serie TV, episodi 6x16-8x03-11x01 (2016-2017-2020)
- Nightcap – serie TV, episodio 1x03 (2016)
- When We Rise – miniserie TV, parti 1-2-3 (2017)
- The Tick – serie TV, episodio 1x01 (2017)
- Instinct – serie TV, 6 episodi (2018)
- The Stand – miniserie TV, 8 episodi (2020)
- Staged, serie TV, 3 episodi (2021)
- Godfather of Harlem – serie TV, 7 episodi (2021-2025)
- Harlem – serie TV, 11 episodi (2021-2025)
- Star Trek: Picard – serie TV, episodi 2x01 e 2x10 (2022)
- The Conners, serie TV, episodio 5x17 (2023)
- Hacks, serie TV, episodio 3x04 (2024)

### Cortometraggi
- Repairs, regia di Brad Silbering (1987)
- Blackbird Fly (1991)
- Golden Dreams, regia di Agnieszka Holland (2001)
- Stream, regia di David Jakubovic (2009)
- Sensitive Men, regia di Michael Carone (2013)

### Partecipazione a video musicali
- Jumpin' Jack Flash – Aretha Franklin (1986)
- Liberian Girl – Michael Jackson (1988)
- You Got it - Bonnie Rait (1989)
- We Shall be Free – Garth Brooks (1993)
- David Duchovny – Bree Sharp (1999)
- American Prayer  – Bono, Dave Stewart (2002)
- Everything – Michael Bublé (2007)

### Doppiatrice
- Gaia in Capitan Planet e i Planeteers (1990)
- Fantasy in Pagemaster - L'avventura meravigliosa (1994)
- Shenzi in Il re leone (1994), Il re leone 3 - Hakuna Matata (2004)
- Mother Gooseberg / Zenobia The Hoodoo Diva in Happily Ever After: Fairy Tales for Every Child, episodio 1x08 (1995)
- Spirito del Natale Presente in Canto di Natale (1997)
- Ranger Margaret in Rugrats - Il film (1998)
- Stormella in Rudolph, il cucciolo dal naso rosso (1998)
- Ransome in Galline alla riscossa (1999-2000)
- Blizzard in Blizzard - La renna di Babbo Natale (2003)
- Cyberina in Pinocchio 3000 (2004)
- Boccadirosa in Striscia, una zebra alla riscossa (2005)
- Darlin in Piccolo grande eroe (2006)
- Miss Mittens in Supercuccioli sulla neve (2008)
- Stretch in Toy Story 3 - La grande fuga (2010)
- Il grande Bandini in Bear nella grande casa blu, 1 episodio
- Celie Johnson in Robot Chicken, episodio 6x08 (2012)
- Yakult in Suburgatory, episodio 1x22 (2012)
- Signora Bianconiglio in C'era una volta nel Paese delle Meraviglie, episodi 1x08-1x13 (2013-2014)
- Ursula in Descendants 2 (2017)
- Patricia King, Millie Freeman, Lucy Parsons, Sojourner Truth, Harriet Tubman in Freedom: A History of Us
- JFK Revisited: Through the Looking Glass, regia di Oliver Stone – documentario (2021)
- Poundcakes in M.O.D.O.K., episodio 1x04 (2021)
- Madre Protea in Anfibia, episodi 2x13-2x18 (2021)

## Teatro

### Attrice
- Whoopi Goldberg di Whoopi Goldberg. Lyceum Theatre di Broadway (1984)
- A Funny Thing Happened on the Way to the Forum, colonna sonora di Stephen Sondheim, libretto di Burt Shevelove e Larry Gelbart, regia di Jerry Zaks. Saint James Theatre di Broadway (1996)
- Ma Rainey's Black Bottom di August Wilson, regia di Marion McClinton. Royale Theatre di Broadway (2003)
- Whoopi di Whoopi Goldberg. Lyceum Theatre di Broadway (2004)
- Xanadu, libretto di Douglas Carter Beane, colonna sonora di Jeff Lynne e John Farrar, regia di Christopher Ashley. Helen Hayes Theatre di Broadway (2007)
- Sister Act, libretto di Glenn Slater, Cheri e Bill Steinkellner, colonna sonora di Alan Menken, regia di Peter Schneider. London Palladium di Londra (2010)
- Annie, libretto di Thomas Meehan, musiche di Charles Strouse, testi di Martin Charnin, regia di Jenn Thompson. Madison Square Garden di New York (2024)

### Produttrice
- Thoroughly Modern Millie, libretto di Richard Morris & Dick Scanlan, colonna sonora di Jeanine Tesori, regia di Michael Mayer. Marquis Theatre di Broadway (2002)
- Ma Rainey's Black Bottom di August Wilson, regia di Marion McClinton. Royale Theatre di Broadway (2003)
- Sister Act, libretto di Glenn Slater e Douglas Carter Beane, colonna sonora di Alan Menken, regia di Jerry Zaks. Broadway Theatre di Broadway (2011)

## Audiolibri
- Jump!: The Adventures of Brer Rabbit (1990)
- Koi and the Kola nuts (1992)[1]
- Having our say: the Delany sister's first 100 years (1992)
- Incubi & deliri (1993)
- There Are No Children Here (1994)
- Audiobook (1997)
- Nelson Mandela's favourite african states (2009)
- Stephen King, Dolan's Cadilac and other stories (2009)

## Colonna sonora
- Sister Act 2 - Più svitata che mai (Sister Act 2: Back in the Habit) (1993) – Pay Attention (scrittrice), Itsy Bitsy Teenie Weenie Yellow Pola Dot Bikini
- Il re leone (The Lion King) (1994) – Be Prepared
- A proposito di donne (Boys on the Side) (1995) – You Got It - Piece of my heart - Superstar
- Cenerentola (1997) – The Prince is Giving a Ball
- Doogal (The Magic Roundabout) (2005) – You Really Got Me

## Sceneggiatrice
- Comic Relief (1986)
- Doctor Duck's Super Secret All-Purpose Sauce (1986)
- Whoopi Goldberg: Fontaine... Why Am I Straight  (1988)
- The 74th Annual Academy Awards (2002) – scrittrice di materiale speciale
- Whoopi: Back to Broadway - The 20th Anniversary (2005)
- Squadra Med - Il coraggio delle donne (2000-2006) – sviluppatrice
- Just for Kicks - Pazze per il calcio (2006) – sviluppatrice
- The Word According to Whoopi (2007)

## Regista
- Comic Relief (1986)